# Constance II de Constantinople

 Constance II de Constantinople (en grec : Κωνστάντιος Β΄ Κωνσταντινουπόλεως) fut patriarche de Constantinople du 18 août 1834 au 26 septembre 1835.